# شريان شعبي
شريان شعبي (بالإنجليزية: Bronchial artery)‏‏ هو شريان يتفرعُ من أبهر صدري نازل.